# 古賀秀男
古賀秀男（こが ひでお、1933年2月22日- 2022年4月22日）は、日本の西洋史学者。専門はイギリス史。山口大学名誉教授。

## 人物・来歴
朝鮮京城生まれ。福岡県立三潴高等学校卒、1951年佐賀大学入学、1953年九州大学編入学、1955年同文学部史学科卒、1960年同大学院西洋史博士課程満期退学。1976年関西学院大学・文学博士。
1960-1965年明治学園高等学校教諭、1965年九州大学助手、1968年山口大学教養部助教授、1975年教授。1996年定年退官、名誉教授、1997年京都女子大学教授。2006年定年退職。

## 著書
- 『西洋近代史像 市民革命と産業革命』明玄書房, 1969
- 『チャーティスト運動の研究』ミネルヴァ書房, 1975
- 『チャーティスト運動 大衆政治運動の先駆』教育社歴史新書. 西洋史 1980.8
- 『チャーティスト運動の構造』ミネルヴァ書房, 1994.5
- 『キャロライン王妃事件 〈虐げられたイギリス王妃〉の生涯をとらえ直す』人文書院, 2006.3

共編
- 『現代人の西洋史』西嶋有厚、前間良爾共編. 法律文化社, 1979.4

### 翻訳
- ジョージ=リューデ『歴史における群衆 英仏民衆運動史1730～1848』志垣嘉夫、西嶋幸右共訳. 法律文化社, 1982.6
- ジョージ=リューデ『イデオロギーと民衆抗議 近代民衆運動の歩み』前間良爾,志垣嘉夫,古賀邦子共訳 法律文化社, 1984.9
- ドロシィ・トムスン『チャーティスト 産業革命期の民衆政治運動』岡本充弘共訳. 日本評論社, 1988.9
- G.D.H.コール『チャーティストたちの肖像』増島宏, 岡本充弘共訳 (りぶらりあ選書) 法政大学出版局, 1994.4
- ドロシー・トムプスン『階級・ジェンダー・ネイション チャーティズムとアウトサイダー』小関隆共訳 (Minerva歴史・文化ライブラリー ミネルヴァ書房, 2001.9
- C・エリクソン『イギリス摂政時代の肖像 ジョージ四世と激動の日々 (MINERVA歴史・文化ライブラリー ミネルヴァ書房, 2013.5